# Warner Strategic Marketing
Warner Strategic Marketing (WSM) – brytyjska wytwórnia należąca do Warner Music Group, w niektórych krajach wytwórnia ma swoje odpowiedniki.
Warner Strategic Marketing jest odpowiedzialne za rozwój i promocję Warner Music Group oraz ponowne wydania, zremasterowania, wydania specjalne, utwory wcześniej nie wydane, rzadkie i kolekcjonerskie wydania.